# Oblast HII

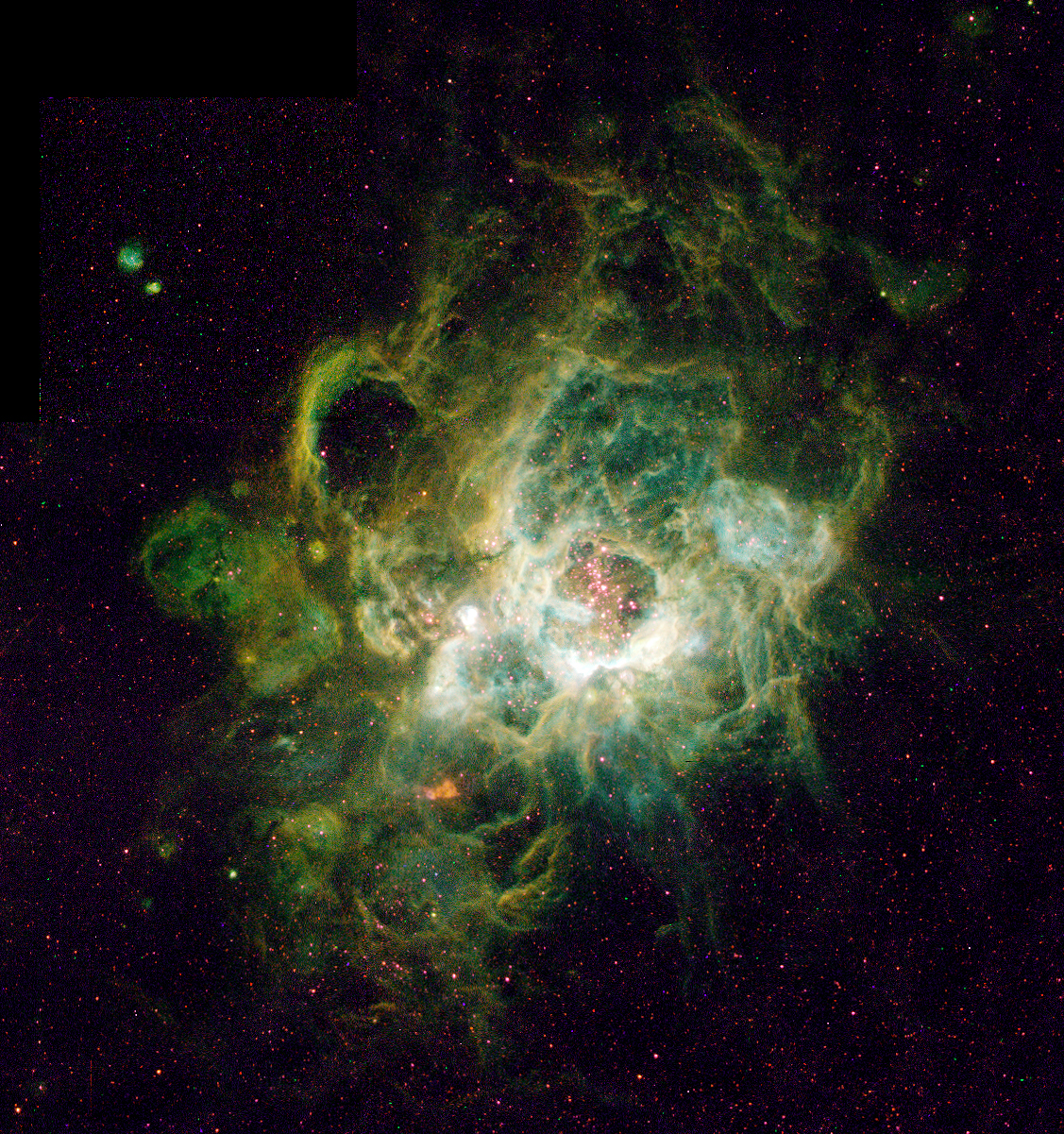
Mlhovina Tarantule

Oblast HII je mezihvězdný oblak složený z ionizovaného vodíku H+. Je to nejběžnější typ emisní mlhoviny. Vzniká ionizací  neutrálních vodíku, nejčetnějšího prvku mezihvězdné hmoty. Takto ionizovaný vodík označujeme HII.
Většinou mladé, žhavé hvězdy produkují ultrafialové záření, to pak ionizuje plynné oblasti, které tyto hvězdy obklopují. V oblastech HII vzniká většina hvězd. Mezi nejznámější mlhoviny typu oblast HII patří Orlí mlhovina, mlhovina Rozeta, Carina a Mlhovina Tarantule.